# 浜田ブリトニー
浜田 ブリトニー（はまだ ブリトニー、1979年4月7日 - ）は、日本の女性漫画家、タレント。漫画家養成校の日本マンガ塾昼間部プロ養成科卒業。
エヴァーグリーン・エンタテイメント→株式会社PIECE EIGHT（ピース・エイト、個人事務所）所属。
千葉県千葉市出身。本名は濵田 菅子（はまだ すがこ）。生年月日および実際の年齢は公表していなかったが、2018年2月20日の時点で38歳と公表。
年齢を「自称永遠の20歳」としているのは、「ギャル漫画を描くにはギャルの気持ちにならなければならない」という理由から。

## 来歴

### 生い立ちと漫画家デビューまで
1979年4月7日、千葉県千葉市に生まれる。名前は菅原道真から取ったものであると母と兄が語っている。
高校中退後、東京に住むためキャバ嬢をしながら寮住まいをしていた。東京まで実家から1時間半以上かかるため、帰るのが面倒になり次第に家に帰らなくなる（本人曰く「プチ家出」）。その後、キャバ嬢に疲れ、トリマーを目指して専門学校に入ろうとしたが、中卒だと入れないため大検を取得し専門学校へ入学した。
専門学校在学中、トリマーとして就職が決まったが、藤子不二雄Ⓐの半生を描いた漫画『まんが道』を読み感動、トリマーを断念し2005年4月日本マンガ塾昼間部プロ養成科に入学。
日本マンガ塾に入って半年後、浜田が描いた作品が塾内での最優秀作品賞に選ばれ、調子に乗った浜田は『ビッグコミックスピリッツ』編集部に電話、持ち込みを実施した。
持ち込みの際、浜田に会った編集者も、浜田の身なりと言動から漫画を描いているとは信じられずに面喰らう。
だが、浜田の話を聞いているうちに興味を持った編集者が「自分のことを描いてみたら」と薦め、ギャル漫画を描くこととなった。

### 漫画家活動
ペンネームはブリトニー・スピアーズからつけた。その他、ペンネームの候補として「浜田ヒルトン」「浜田ビヨンセ」などもあった。   
2006年、『ハイパー探偵リンカ』で『ビッグコミックスピリッツCasual』にてデビュー。
作品の画風が評価され、花津ハナヨにアシスタントとして雇われた。
2007年7月、『ビッグコミックスピリッツ』にて、ギャル語を用いる渋谷のギャルの生態を描いた『パギャル!』の連載を開始。
その後、同誌にて担当編集者との対談形式で読者の相談に答える「ブリトニーの人生相談」も開始し、連載。
2008年3月には『ビッグコミックスピリッツ』18号で藤子不二雄Ⓐ・ちばてつやとの会談を行ったり、モデルの益若つばさとグラビアページの企画があった。
2010年10月25日に旧公式サイトにて、2008年12月から芸能活動時に所属していたエヴァーグリーン・エンタテイメントを辞め、漫画家に専念することを発表。
個人事務所である株式会社PIECE EIGHTを立ち上げる。11月2日には旧公式サイト・ブログともに閉鎖したが、翌日11月3日から新たに公式サイト・ブログを開設した。
2011年10月1日、自身のブログで芸能活動を再開すると発表。
2013年7月、浜田プロデュースによる多目的レンタルスペース「オカオカハウス」がオープン。
2021年10月、就労支援施設「就労継続支援B型事業所にじげん」とのコラボレーションによるイラスト講義を開始。
2023年3月、栗原正尚とタッグを組んで漫画イベントカフェ「オカオカ本舗」をオープン。
2024年3月、栗原正尚がオーナーをはずれ浜田ブリトニー個人で「オカオカ本舗」を単独で経営。

### 結婚
2013年12月に一般男性との婚約を発表したが、2014年6月に婚約相手がゲイであることを浜田に告げたため、婚約を解消した。
2018年2月に生年月日を公表し、第1子の妊娠中とシングルマザーとして出産する決意を語った。
同年4月19日、第1子女児を出産。
2019年3月13日、破局したお笑い芸人の岩見透と復縁して結婚することを発表した。
2020年8月14日、第2子妊娠を公表。
2021年1月21日、第2子となる男児を出産したことを報告。
2024年4月1日、一年以上前に岩見と離婚していたことを発表した。

## 人物

### 家族
家族は父（福岡県宗像市神湊出身）、母（千葉県野田市出身）、既婚者で子持ちの兄。
父は非常に厳しい人物で、学生時代に髪を染めた浜田を殴り、テーブルに置かれた白髪染めを捨てるなどし、段々と浜田は自宅へと寄り付かなくなってしまう。ある日、両親は送られて来た漫画の単行本を見て、初めて浜田が漫画家になった事を知る。
家出してから父とは不仲が続いていたが、実際には父は浜田を気にかけており、浜田が出た雑誌の切り抜きを大事に保存していたという。その後、両親との仲は良好であり、両親に車をプレゼントしたり、母にはスマートフォンをプレゼントしたりして、母と共に写った写真をアップしている。
父は浜田の長女が生まれる1ヶ月前に亡くなっており、福岡にある父のお墓にも頻繁に訪れている。

### プライベート
「ホームレスギャル漫画家」で、定住せず（今で言うアドレスホッパー）漫画喫茶やカラオケボックスに寝泊まりする生活を送っていた。年金は支払っていたという。
2009年末にはこの「ホームレス生活」をやめ、六畳の部屋とロフトのある都内のマンションに住んでいるとカミングアウトした。

### 身体
身長は146cm、スリーサイズはB85/W65/H85で、ブラのサイズはGカップ。
体重は49kgだったが、2009年放送『ビューティー・コロシアム女芸人スペシャル』で7kg減量し、42kgになった。
すっぴんに自信がなく、以前より美容整形を検討していたが、2010年3月2日放送回の特番『中居正広の世界はスゲェ!ココまで調べましたSP』の企画で、アメリカで左右を二重まぶたにする整形手術を行った。コンプレックスであった目の整形手術を行ったことで自信が持てるようになり、気持ちが変わったと明かした。
漫画家になる前は痩せており、メイクも薄く可愛らしい顔をしていた。服装はALBA ROSAなどのギャルファッションであり、二十歳前後はガングロ流行期世代と思われる。しかし、派手なギャルファッションではなく、比較的普通のギャルファッションであり、ガングロでもなかった。

### 仕事
浜田と編集者との打ち合わせ場所は、もっぱら渋谷のカラオケボックスである。

### 特技
ゲームにも造詣が深く、2018年のゲーム専門ムックにおいて、クソゲーのレビューを行っている。その書籍の中で、個人的なPlayStationクソゲーランキング1位として「がんばれゴエモン〜来るなら恋! 綾繁一家の黒い影〜」を挙げている。

## 評価
TechinsightJapan編集部の宇佐木野ミミは、現代的な若い女性の生態を描く大胆な画風は、中尊寺ゆつこの作品に似ていると評している。また、見た目の面では派手な服装とメイクの水森亜土がいるから、年配者からすれば浜田のキャラクターは新しく感じないだろうと評している。また、宇佐木野は、浜田を「こんな暗い時代に家も無く、バカやってても楽しく暮らしている若者もいますよー。」といったメッセージを体全体で表現していると評している。
タレントとしての芸風は陽気、派手で少々おバカっぽいが明るく屈託のなさが持ち味だという。
一方で、「漫画+タレント」というキャラクターはライバルが多く、すぐに後発のスターが現れるため、飽きられるのが早いのではないかと分析している。

## 作品
漫画
- パギャル!（ビッグコミックスピリッツ、2007年～2009年）全4巻
- 浜田ブリトニーの漫画でわかる萌えビジネス（月刊サンデーGX、2010年～2013年）全4巻
- センター街のマリーへ[41][42]（月刊!スピリッツ、2010年～2011年）全2巻
- パト研＋（プラス）（漫画パチンカーオリジナル、2011年～2012年）単行本未収録
- 笑ゥてれびまん（ヤングチャンピオン、2013年〜2014年）わたなべ桃太郎原作[43]　同上
- パネェ！出産～元ホームレス漫画家のアラフォーシンママ日記～（グランドジャンプめちゃ、2018年〜2019年）全1巻
- ギャル ベイビー（小学館、2019年）全1巻[44]
- マナルル[45][46][47][48]（2020年～）
- それいけ!ゆたかクン ガジェットと愉快な仲間達[49]（ECメディア「ガジェる」コラボ漫画、2021年～）

CD
- パギャル!トランス Produced by浜田ブリトニー（2008年10月15日、ポニーキャニオン）プロデュース
- 嘘夢チャージ（2019年3月13日、ユニバーサルミュージック）

DVD
- 「くどいそば屋」営業中（2009年12月2日、ポニーキャニオン）
- テリー伊藤の落とし穴イリュージョン（2010年3月24日、ビクターエンタテインメント）
- マヂやばいっス～!!（2010年4月23日、イーネットフロンティア）
- マヂやばいっス～!!豪華版（2010年4月23日、イーネットフロンティア）
- 稲川淳二のねむれない怪談 オールスターズ 1（2010年7月7日、キングレコード）
- 大久保×鳥居×ブリトニー 3P(スリーピース) VOL.1（2010年12月3日、東映）
- 大久保×鳥居×ブリトニー 3P(スリーピース) VOL.2（2011年1月21日、東映）
- 大久保×鳥居×ブリトニー 3P(スリーピース) VOL.3（2011年2月21日、東映）
- 大久保×鳥居×ブリトニー 3P(スリーピース) VOL.4（2011年3月21日、東映）
- ミリオンゴッド 最速攻略 完全版（2011年10月28日、グラッソ）
- 一徹フィルム 2（2016年7月20日、ポニーキャニオン）
- 八局麻雀 前半戦（2016年9月2日、AMGエンタテイメント）
- 八局麻雀 後半戦（2016年10月5日、AMGエンタテイメント）

## 出演

### インターネット番組
- 浜田ブリトニーのぱねぇ!CH（@tv-AKIHABARA-（あっ！とおどろく放送局）、2011年7月-2012年12月）
- ブリとサワの大冒険（ニコ生公式 PIECE CHANNEL、2013年1月-現在、月曜日17:00～18:00）

### ラジオ番組
- 浜田ブリトニーのオンナの引き出し（ニッポン放送、2013年1月21日-2013年3月、月～木曜日：21時45分30秒～21時50分）

### テレビドラマ
- アタシんちの男子（フジテレビ系列、2009年4月14日 - 6月23日）ブリトニー役
- サムライ・ハイスクール（日本テレビ系列、2009年10月17日 - 12月12日）ギャル語監修:浜田ブリトニー

### テレビ番組
- 脳内エステ IQサプリ（フジテレビ系列、2008年5月10日）
- ありえへん∞世界（テレビ東京系列、2008年6月10日）
- FNNスーパーニュース（フジテレビ系列、2008年7月28日）特集
- クイズプレゼンバラエティー Qさま!!（テレビ朝日系列、2008年8月25日・2009年6月15日）
- ワイド!スクランブル（テレビ朝日系列、2008年12月22日）特集
- 新堂本兄弟（フジテレビ系列、2009年2月8日）
- 森田一義アワー 笑っていいとも!（フジテレビ系列、2009年2月12日・6月30日・2010年3月9日）
- 太田光の私が総理大臣になったら…秘書田中。（日本テレビ系列）準レギュラー
- ニュースJAPAN（フジテレビ系列、2009年3月19日）「マンガで斬る麻生劇場」に出演。
- おとなの学力検定スペシャル小学校教科書クイズ!（日本テレビ系列、2009年3月22日）30人中29位
- 絶対知っておきたい20人（日本テレビ系列、2009年4月2日）
- 中居正広の金曜日のスマたちへ（TBS系列、2009年5月15日）
- Run for money 逃走中（フジテレビ系列、2009年7月2日）
- サンデージャポン（TBS系列）準レギュラー
- ダウンタウンDX（讀賣テレビ制作・日本テレビ系列、2009年7月16日・9月24日）
- SMAP×SMAP（フジテレビ系列、2009年7月20日・9月21日）香取慎吾とイラスト対決した。
- サタデーバリューフィーバー｢バーサス倶楽部｣（日本テレビ系列、2009年8月8日）
- ロンドンハーツ（テレビ朝日系列、2009年8月25日）真夏のスポーツテストに出演。
- めちゃ×2イケてるッ!（フジテレビ系列、2009年8月29日）コーナー「幸子の寝室」に相談者として出演。
- キレイになるバスツアー!〜ワケあり芸能人のビューティ計画〜（関西テレビ制作・フジテレビ系列、2009年9月27日）
- Take Me Outスペシャル（TBS系列、2009年9月29日）
- オールスター感謝祭09秋（TBS系列、2009年10月3日）
- ゴッドタン（テレビ東京系列、2009年10月14日）「大声クイズ」に出演。
- ジャイケルマクソン（毎日放送、2009年11月11日、2010年5月19日）「ジャイケルトーク祭り」に出演。
- ライオンのごきげんよう（フジテレビ系列、2009年11月20日、24日、25日）
- 冒険チュートリアル（関西テレビ、2009年11月30日）
- 関ジャニ∞のジャニ勉（関西テレビ、2009年12月1日）
- ひみつの嵐ちゃん!（TBS系列、2009年12月10日、2010年6月17日）
- ヨハネの洗礼（TBS系列、2010年1月19日）
- 中居正広の世界はスゲェ!ココまで調べましたSP（フジテレビ系列、2010年3月2日）
- オールスター感謝祭2010（TBS系列、2010年4月3日）
- 今夜決定!そこまでやるかマン!!世界最強の勇者たち（日本テレビ系列、2010年4月5日）
- 愛と怒りの激白SP こんな男ヤメちゃいなクズメン撲滅委員会!（TBS系列、2010年4月13日）
- みんなでニホンGO!（NHK総合、2010年4月22日）
- なんでも実況ショー（テレビ東京、2010年4月27日）
- 浜ちゃんが!（讀賣テレビ、2010年4月29日、日本テレビは4月28日）
- ピラメキーノG（テレビ東京、2010年4月30日、5月7日）
- うんちく・しりすぎ（日本テレビ、2010年5月14日）
- 今夜もドル箱!!EX（テレビ東京、2010年6月22日）
- 大久保×鳥居×ブリトニー3P（TOKYO MX、2010年7月3日~2010年9月25日）※初司会番組
- AKIBA18エンタメTV（あっ!とおどろく放送局、2011年7月6日-）
- サタネプ☆ベストテン時代を彩った芸能人のMAX月収大公開SP（TBS系列、2011年10月15日）
- バックステージ・アイドル・ストーリー（スペースシャワーTV、2012年10月10日 - 11月28日）- ゲスト ※音楽テレビアニメ
- NMB48須藤凜々花の麻雀ガチバトル! (TBSチャンネル1、2015年9月19日)
- 女流雀士 プロアマNo.1決定戦 てんパイクイーン（2016年 - 、テレ朝チャンネル2）シーズン1

### 映画
- 新宿ミッドナイトベイビー（2016年1月9日公開、アルファヴィル）監督:寺西一浩 - 悠木レミ 役[50]
- さざ波ラプソディー（2017年1月20日公開、MIRAI）監督:櫻井信太郎  - 黒井昌美 役[51]

### PV
- CLUB PRINCE「シャンパンダ!!」

### ネット配信
- 元ホームレスギャル漫画家・浜田ブリトニーさんと対談！？(子育てポケット、2022年6月)

### その他
- 世界コスプレサミット2009（2009年8月3日） - 世界コスプレチャンピオンシップの審査員として出演。